# 금야천사강림
《금야천사강림》(今夜天使降臨)은 2013년 방송되었던 중국의 드라마이다.

## 소개
- 출산에 대해 서로 다른 생각을 가지고 있는 세 여자의 이야기를 그린 드라마

## 등장 인물
- 류타오 - 팡지아지아 역
- 위대훈 - 치진베이 역
- 마쑤 - 티엔티엔 역
- 리천 - 콩지아청 역
- 리샤오란 - 린팅 역
- 전정 (田征) - 치진동 역
- 강효충 (姜晓冲) - 동샤오웨이 역
- 아난 (阿楠) - 동다웨이 역
- 바오치징 (鲍起静) - 공모 역
- 손대천 (孙大川) - 쉬리공 역
- 양애기 (梁爱琪) - 안종 역
- 취징징 - 샤위링 역
- 천홍메이 (陈鸿梅) - 팡마 역
- 친하이루 - 케서린 역